# Barclay James Harvest
Pour les articles homonymes, voir BJH.
Barclay James Harvest (BJH) est un groupe britannique de rock, originaire de Oldham, en Angleterre. Il est formé en 1966 par Les Holroyd, Mel Pritchard, John Lees et Woolly Wolstenholme.
Depuis la fin des années 1990, le groupe est séparé en deux entités, avec dans chacune un membre fondateur à sa tête : Barclay James Harvest through the eyes of John Lees et Barclay James Harvest featuring Les Holroyd.

## Historique

### Débuts et succès
Le groupe d'origine comprenait Les Holroyd et Mel Pritchard venus de The Wickeds, John Lees et Woolly Wolstenholme venant de The Sorcerers. Le groupe devient professionnel lors de l'été 1967 et vient s'installer dans un corps de ferme du XVIIIe siècle dans le Lancashire pour suivre leur manager John Crowther. Le premier single, Early Morning, est publié chez Parlophone en avril 1968. À la suite le groupe signe avec le nouveau label de musique progressive émanant d'EMI : Harvest Records, pour lequel il enregistre avec un orchestre entre 1970 et 1972, période incluant le classique Once Again. Le premier album Barclay James Harvest sort en 1970 avec plusieurs titres des débuts du groupe et cet album met en avant les forces du groupe (harmonie du chant, agressivité de la guitare et puissance des parties de Mellotron) qui resteront les fondations de leurs albums à venir.
Malheureusement les ventes ne sont pas au rendez-vous et la tournée de promotion est un fiasco de même que les trois albums qui vont suivre (Once Again, Short Stories et Baby James Harvest) et EMI lâche le groupe. C'est donc chez Polydor chez qui ils signent en 1973 que Barclay James Harvest va connaître ses premiers succès au Royaume-Uni dans les années 1970 avec des albums comme Everyone Is Everybody Else, Octoberon et Gone to Earth, qui permettent au groupe d'être connu en Europe, surtout en Allemagne avec des ventes dépassant le million d'exemplaires et en Belgique. C'est à ce moment que Woolly Woolstenholme décide de poursuivre une carrière solo et c'est donc un trio qui continue en utilisant ponctuellement des musiciens de sessions pour ses albums studio et ses performances en public. Les années 1980 permettent à BJH de devenir superstar en Allemagne, Suisse et France avec une série d'albums d'or et de platine et des tournées affichant complet. Le point d'orgue est le concert gratuit le 30 août 1980 devant le mur de Berlin et devant plus de 175 000 fans.
Le 2 juin 1984, John Lees chute et se blesse en sortie de scène à Lille (France). La tournée Victims of Circumstance est alors interrompue (16 dates sont supprimées). Elle reprendra le 5 septembre 1984 avec 19 dates et un final en apothéose au stade de Wembley à Londres, le 13 octobre 1984.
Le succès est plus dur à trouver lors des années 1990 malgré les bonnes ventes du Best of Barclay James Harvest (disque d'or en Allemagne), et une tournée très réussie pour le 25e anniversaire au Royaume-Uni et en Europe en 1992. Les ventes en 1993 de l'album Caught in the Light font que Polydor lâcha le groupe. Mais le groupe rebondit en revenant avec de nouveaux shows et de nouvelles chansons.

### Scissions

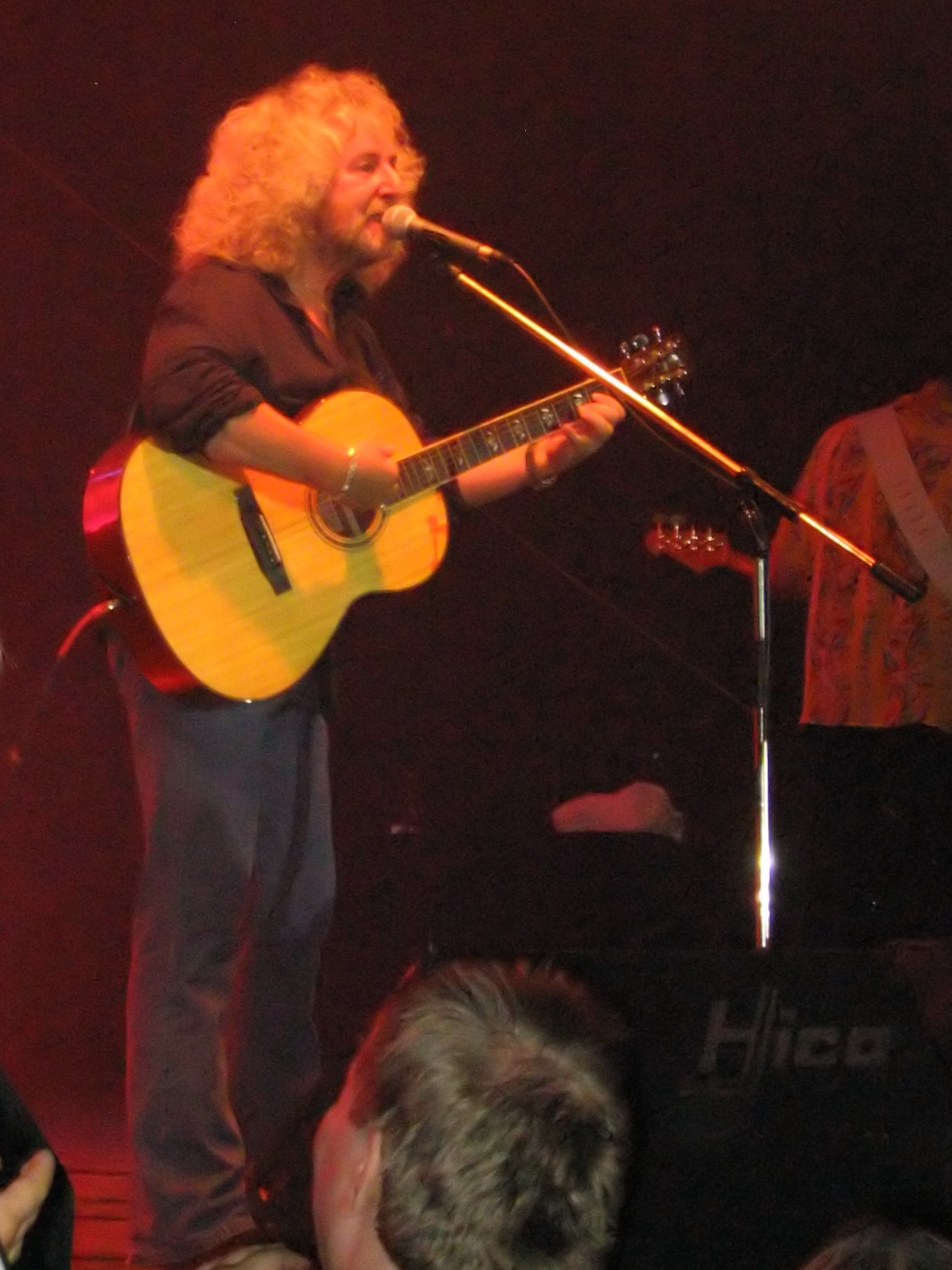
Les Holroyd lors d'un concert à Schloss Moyland en juillet 2003.

BJH enregistre un nouvel album en février 1996, et en avril il est annoncé que Polydor Allemagne signait le groupe. Barclay James Harvest est reparti avec un nouvel album à l'appui, River of dreams. Le relatif échec commercial fait que John décide de se relancer dans une nouvelle expérience d'écriture avec Woolly. De ce travail sont nés deux albums, Nexus et Revival (BJH through the Eyes of John Lees). 
De son côté, Les Holroyd enregistre deux albums Revolution Days et Live In Bonn avec l'appui de Mel Pritchard (Barclay James Harvest featuring Les Holroyd). Stuart avait quitté le groupe en 1979 ; il n'adhérait plus à la ligne musicale que prenait le groupe. Il sort un album solo Maestoso en 1980, et quitte le monde de la musique pour se consacrer à sa famille. Il réintègre finalement Barclay James Harvest en 1998 et se partageait depuis entre sa carrière dans le groupe et sa carrière solo. Ses récents problèmes de santé l'avaient empêché de partir en tournée avec le groupe. Le 28 janvier 2004, Mel Pritchard meurt d'une crise cardiaque à l'âge de 56 ans. 
Les deux groupes continuent cependant leurs parcours. Stuart « Woolly » Woolstenholme, claviériste de Barclay James Harvest, souffrant depuis quelque temps de dépression, se suicide le 13 décembre 2010, à l’âge de 63 ans.

## Membres

### Barclay James Harvest (1966–1998)
- John Lees : chant, guitare  (1966-1998)
- Les Holroyd : basse, guitares, clavier, chant  (1966-1998)
- Stuart « Woolly » Wolstenholme (†) : chant, mellotron, claviers guitare (1966-1979)
- Mel Pritchard (†) : batterie, percussions  (1966-1998)

#### Musiciens additionnels
- Kevin McAlea : claviers, chœurs, saxophone (1979-1998)
- Bias Boshelm : claviers (1983-1987)
- Paul Wikens : claviers (1983-1987)
- Colin Browne : claviers, guitare, basse, chœurs (1981-1998)

### Barclay James Harvest through the eyes of John Lees (depuis 1998)
- John Lees : chant, guitare (depuis 1998-
- Stuart « Woolly » Wolstenholme (†) : chant, mellotron, clavier, guitare (1998-2010)
- Craig Fletcher : basse (depuis 1998)
- Kevin Whitehead : batterie, percussions (depuis 1998)
- Jez Smith : claviers (depuis 2009)
- Jeff Leach : claviers (1998–2006)
- Mike Bramwell : claviers (2006–2009)
- John Joseph Lees : cornet (2006, 2009)
- Liz Fitzpatrick : trompette (2009)

### Barclay James Harvest featuring Les Holroyd (depuis 2002)

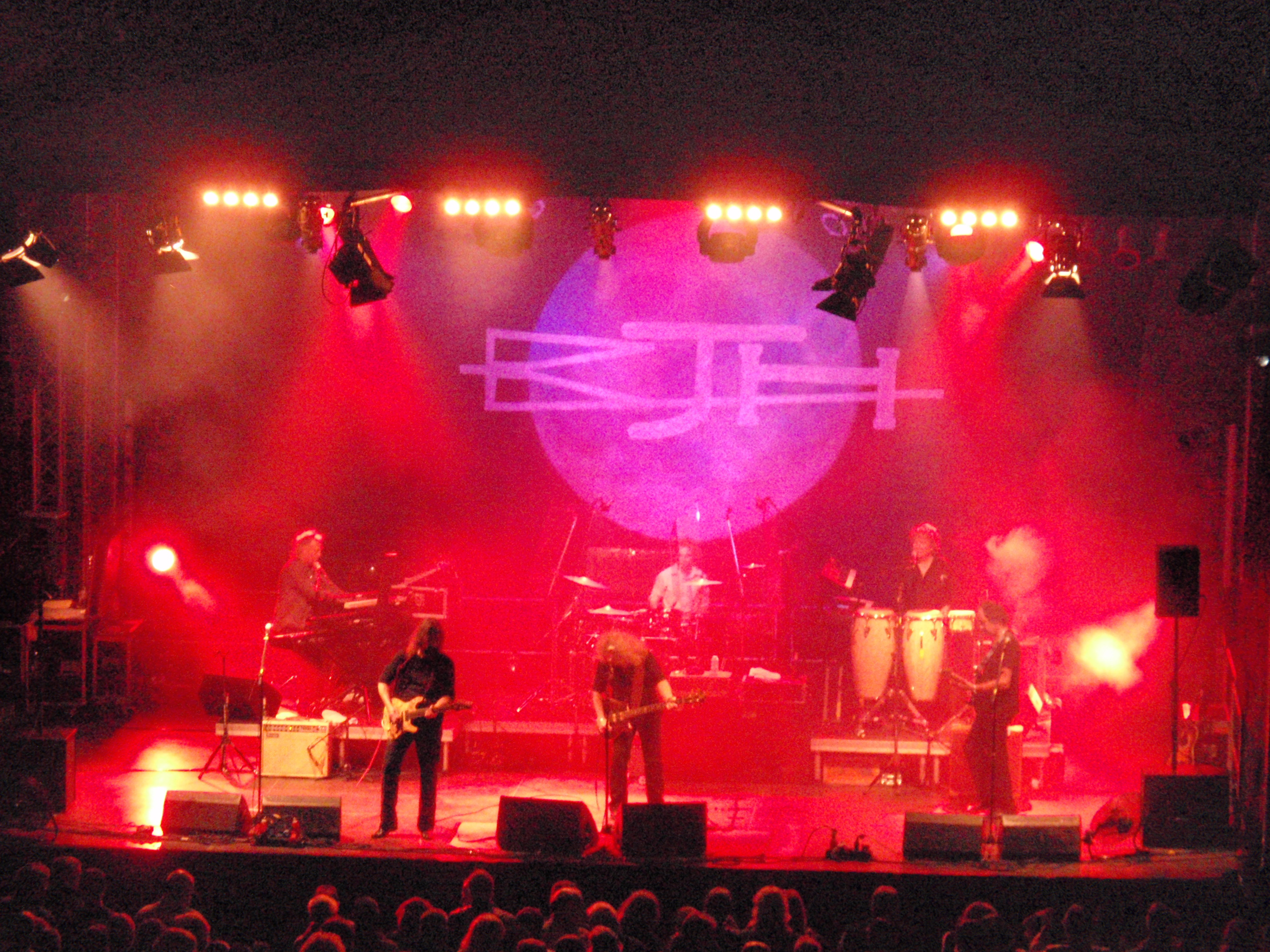
BJH featuring Les Holroyd à Beaufort le 21 août 2008

- Les Holroyd : basse, guitares, clavier, chant (depuis 2002)

- Mel Pritchard (†) : batterie, percussions (2002-2004)
- Colin Browne : claviers, guitare (depuis 2002)
- Steve Butler : guitares, claviers (depuis 2002)
- Michael Byron-Hehir : guitares (depuis 2002)
- Louie Palmer : batterie, percussions (depuis 2011)
- Ian Wilson : guitares (2002–2009)
- Chris Jago : batterie, percussions (2002–2003, 2004–2005)
- Roy Martin : batterie, percussions (2003–2004, 2006–2007)
- Paul Walsham : batterie, percussions (2005–2006, 2007–2011)

## Chronologie
BJH: Barclay James Harvest
JL: Barclay James Harvest Through the Eyes of John Lees
LH: Barclay James Harvest featuring Les Holroyd

## Discographie

### Barclay James Harvest

#### Albums studios
- 1970 : Barclay James Harvest
- 1971 : Once Again
- 1971 : Barclay James Harvest and Other Short Stories
- 1972 : Early Morning Onwards
- 1972 : Baby James Harvest
- 1974 : Everyone Is Everybody Else
- 1975 : Time Honoured Ghosts
- 1976 : Octoberon
- 1977 : Gone to Earth
- 1978 : XII
- 1979 : Eyes of the Universe
- 1981 : Turn of the Tide
- 1983 : Ring of Changes
- 1984 : Victims of Circumstance
- 1987 : Face to Face
- 1990 : Welcome to the Show
- 1993 : Caught in the Light
- 1997 : River of Dreams

#### Albums en concert
- 1974 : Barclay James Harvest Live
- 1978 : Live Tapes
- 1982 : A Concert for the People in (Berlin)
- 1988 : Glasnost

#### Compilations
- 1991 : The Harvest Years

### Barclay James Harvest featuring Les Holroyd
- 2002 : Revolution Days
- 2003 : Live in Bonn
- 2005 : On the Road (DVD Live)
- 2007 : Classic meets Rock (avec Prague Philharmonic Orchestra)
- 2010 : That Was Then... This is Now (album Revolution Days + DVD live)
- 2016 : Retrospective (double CD live enregistré en Allemagne lors de la tournée 2014)

### Barclay James Harvest Through the Eyes of John Lees
- 1999 : Nexus
- 2000 : Revival - Live 1999
- 2002 : Echoes of a Brave New World
- 2007 : LEGACY - Live at the Shepherds Bush Empire, London 2006
- 2013 : North